# أولاف بولاك
أولاف بولاك (بالألمانية: Olaf Pollack)‏ مواليد 20 سبتمبر 1973 في ألمانيا، هو دراج ألماني سابق في صنف سباق الدراجات على الطريق وعلى المضمار. سبق أن شارك في دورة الألعاب الأولمبية الصيفية وفاز بميدالية أولمبية.

## الميداليات
| الميدالية | المسابقة                               |
| --------- | -------------------------------------- |
| ذهبية     | الألعاب الأولمبية الصيفية 2000         |
| فضية      | بطولة العالم للدراجات على المضمار 2008 |
| برونزية   | بطولة العالم للدراجات على المضمار 1999 |

## روابط خارجية
- أولاف بولاك على موقع الاتحاد الدولي للدراجات (الإنجليزية)
- أولاف بولاك على موقع أرشيف الدراجات (الإنجليزية)
- أولاف بولاك على موقع إحصائيات الدراجات الإحترافية (الإنجليزية)
- أولاف بولاك على موقع نسبة الدراجات (الإنجليزية)
- أولاف بولاك على موقع CycleBase (الإنجليزية)
- أولاف بولاك على موقع أوليمبيديا (الإنجليزية)